# Elizabeth Nicholls
Elizabeth (Betsy) L. Nicholls là một nhà cổ sinh vật học người Canada và là nhà nghiên cứu chuyên về loài bò sát biển kỷ Trias. Nicholls có bằng cao đẳng năm 1968 tại Đại học California, Berkeley, sau đó là bằng đại học, bằng Thạc sĩ vào năm 1972 và bằng Tiến sĩ vào năm 1989, tại Đại học Calgary. Cô là đồng biên tập với nhà cổ sinh vật học có xương sống người Mỹ Jack M. Callaway trong cuốn sách Ancient Marine Reptiles. Loài Latoplatecarpus nichollsae được đặt tên để vinh danh bà.
Nicholls được nhận giải thưởng Rolex Awards for Enterprise năm 2000 vì sự chỉ đạo nhóm khai quật hóa thạch của một con ichtyosaur lớn, Shonisaurus sikanniensis (Nicholls và Manabe, 2004), ở Thành hệ Pardonet, cuii kỷ Trias, tại một khu vực hẻo lánh thuộc lưu vực sông Sikanni Chief, British Columbia

## Báo cáo đã công bố
- Ichthyosaur khổng lồ của kỷ Triassic—một loài mới củaf Shonisaurus từ Thành hệ Pardonet (Norian: Late Triassic), British Columbia, EL Nicholls, M Manabe - Journal of Vertebrate Paleontology, 2004
- Hóa thạch mới của Qianichthyosaurus Li, 1999 (Reptilia, Ichthyosauria) từ cuối kỷ Triassic, miền nam Trung Quốc, và những hệ quả tới sự phân bố của icthosaurs trong kỷ Trias, EL Nicholls, C Wei, M Manabe - Journal of Vertebrate Paleontology, 2003
- Thalattosaurs mới (Reptilia: Diapsida) Từ Thành hệ Sulphur Mountain kỷ Triassic của hồ Wapiti, British Columbia, EL Nicholls, D Brinkman - Journal of Paleontology, 1993
- Hóa thạch mới của Toxochelys latiremis Cope,  và một loài của chi Toxochelys (Testvoines, Chelonioidea), EL Nicholls - Journal of Vertebrate Paleontology, 1988
- Các ghi chép đầu tiên của  mosasaur Hainosaurus (Reptilia: Lacertilia) ở Bắc Mĩ, EL Nicholls - Canadian Journal of Earth Sciences, 1988
- Chi Plesiosauria niên đại cổ nhất được biết đến ở Bắc Mỹ (Reptilia: Sauropterygia) từ kỷ Trias (Lower Jurassic) Fernie Group, Alberta, Canada, EL Nicholls - Canadian Journal of Earth Sciences, 1976